# نصب نيوبورن
نُصًب نيُوبُورن هو نُصب تذكاري وموقع جذب سياحي يقع أمام قصر الشباب والرياضات في بريشتينا عاصمة كوسوفو. تم الكشف عن النُصب في يوم 17 فبراير 2008، وهُو اليوم الذي أعلنت فيه كوسوفو رسميًا استقلالها عن صربيا. يتكون النصب التذكاري من الكلمة الإنجليزية نيوبورن والتي تعني «حديث الولادة» (بالإنجليزية: Newborn)‏ بأحرف كبيرة، وقد رُسمت هذه الحروف باللون الأصفر الساطع عندما تم الكشف عن النصب لأول مرة. تم إعادة تلوين النصب سنة 2013 بأعلام الدول التي اعترفت بكوسوفو في الذكرى الخامسة للاستقلال. عند الكشف عن النصب التذكاري، أُعلن على أنه سيتم تلوينُه بشكل مختلف في كل ذكرى سنوية لاستقلال كوسوفو. جذب هذا النصب انتباه وسائل الإعلام الدولية التي غطت إعلان استقلال كوسوفو، وقد جاء بشكل بارز على الصفحة الأولى من صحيفة نيويورك تايمز.

## خلفية
تم تصميم وإنشاء النُصب التذكاري بالتعاون بين مُصمم كوسوفي يُدعى فيسنيك إسماعيلي والوكالة الإبداعية أوجيلفي كوسوفا. عند الانتهاء من التصميم والمُوافقة عليه، تم إنشاء النصب وتثبيته في غضون 10 أيام فقط. تخرج فيسنيك الإسماعيلي من المدرسة الثانوية في كوسوفو عندما كان الإقليم لا يزال جزءًا من صربيا. درس بعدها في كل من جامعة وستمنستر وجامعة روبرت غوردون، وحصل على درجات علمية في علوم الكمبيوتر والاتصالات المؤسسية والعلاقات العامة. عاد إسماعيلي إلى كوسوفو بعد أن أكمل دراسته وقاتل في وحدة حرب العصابات التابعة لجيش تحرير كوسوفو. أثناء الكشف عن النصب، وقعه الرئيس ورئيس وزراء كوسوفو، إضافة إلى 150،000 مواطن.

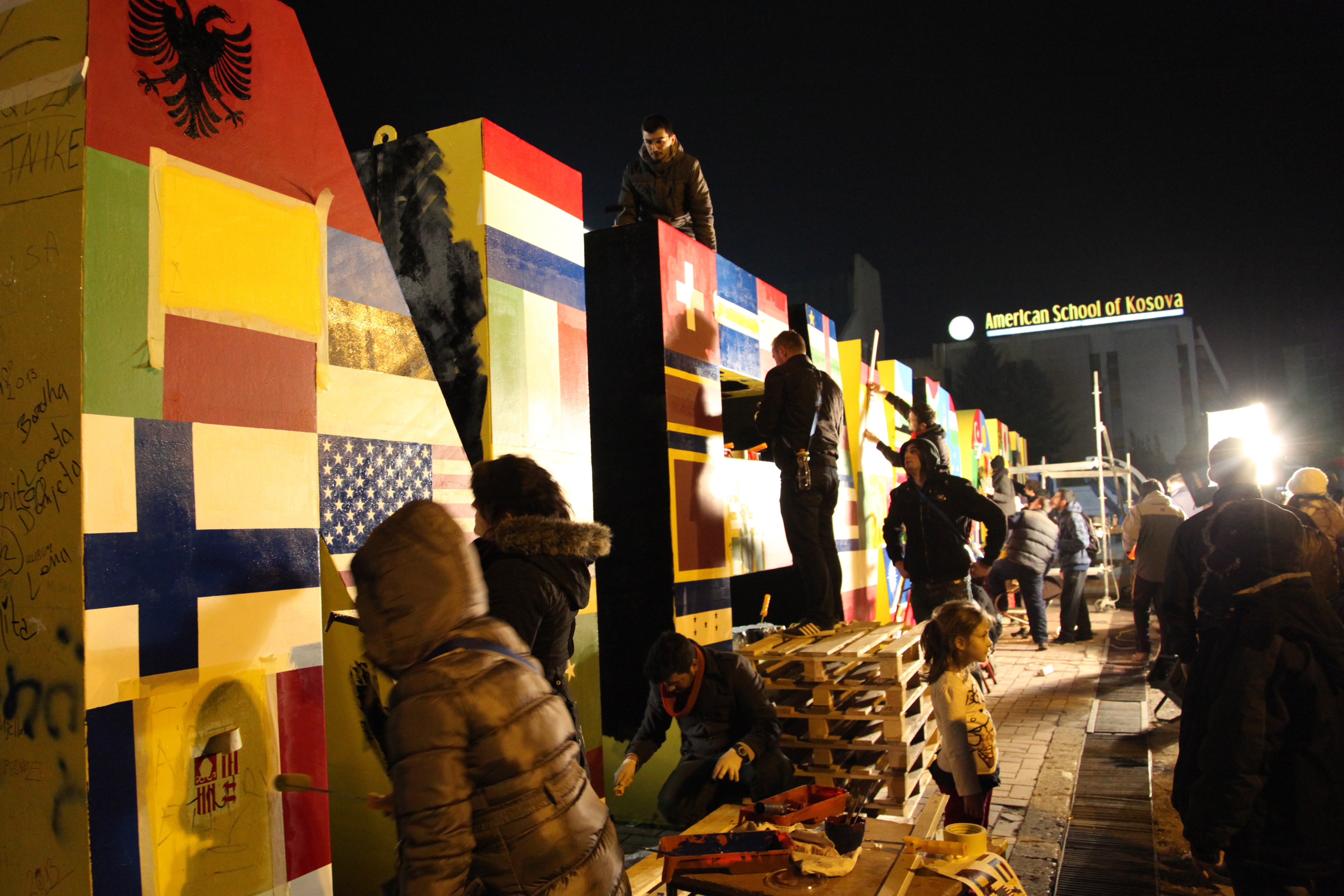
إعادة تلوين النُصب بأعلام الدول التي اعترفت باستقلال كوسوفو قبل حُلول الذكرى الخامسة للاستقلال.

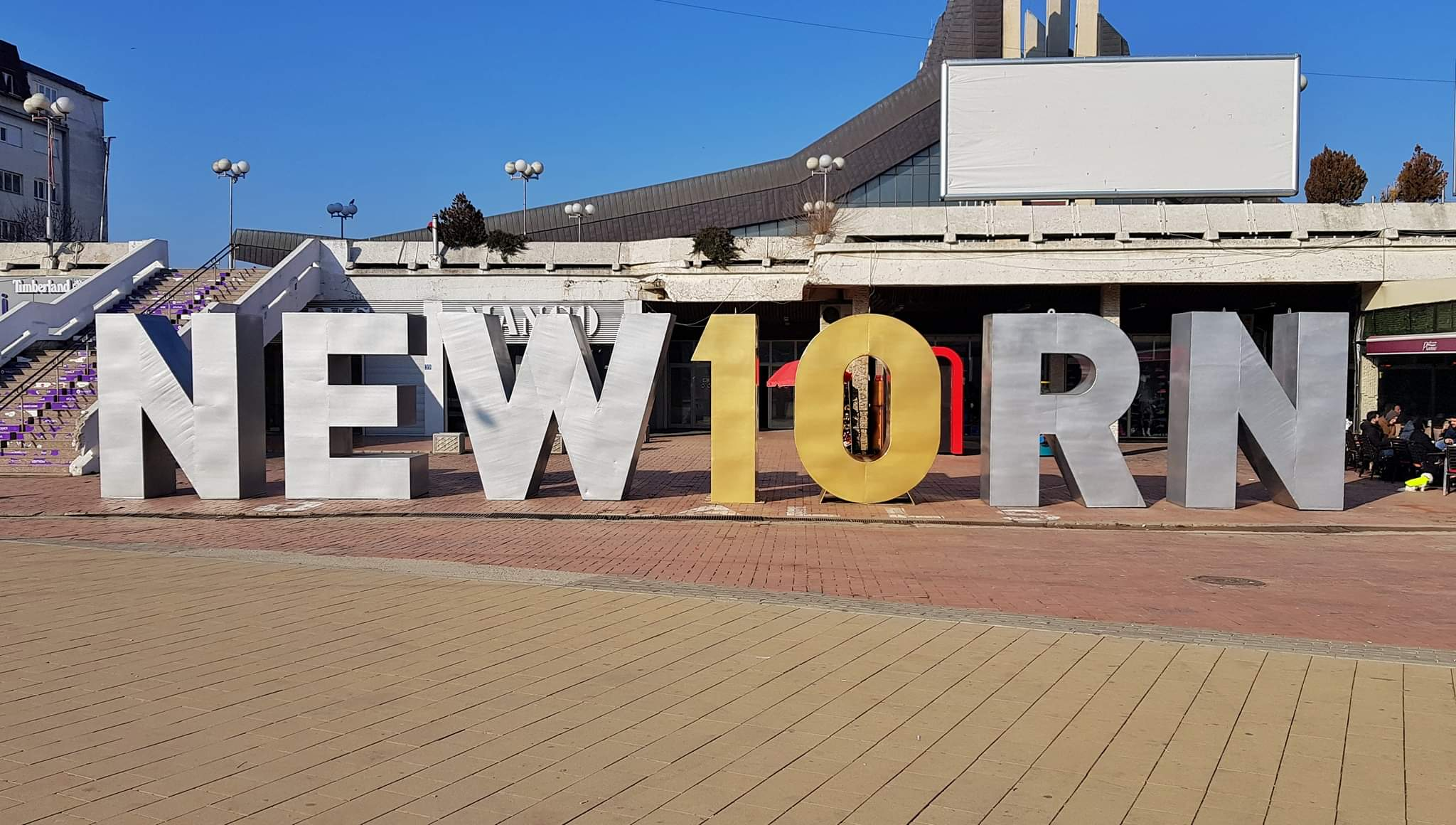
نُصب نيوبورن عام 2018، احتفالًا بالذكرى العاشرة لاستقلال كوسوفو، حيث تو وضع الرقم "10" بدلاً من الحرف "B" في كلمة NEWBORN.